# Steske
Steske – wieś w Słowenii, w gminie miejskiej Nova Gorica. W 2018 roku liczyła 28 mieszkańców. 